# ジェームズ・イニス＝カー (第5代ロクスバラ公爵)
第5代ロクスバラ公爵ジェームズ・イニス＝カー（英語: James Innes-Ker, 5th Duke of Roxburghe、1736年1月10日 - 1823年7月19日）は、スコットランドの貴族。

## 生涯
第5代準男爵サー・ヘンリー・イニス（Sir Henry Innes, 5th Baronet、1711–1762）とアン・グラント（Anne Grant、庶民院議員サー・ジェームズ・グラントの娘）との長男としてマリに生まれた。父方の祖父ハリー・イニスはエルギンシャー選挙区選出のスコットランド庶民院議員を務めた。1745年ジャコバイト蜂起に際してマリが占拠された際には、サザーランド伯爵家の居城ダンロビン城に遁れた。ライデン大学に学んだのち、1762年に父の死去に伴って準男爵位を継承した。1767年に勅許を得てその姓に「ノークリフ(Norcliffe)」を加えている。

### ロクスバラ公位継承事件
1805年に遠縁の第4代ロクスバラ公爵が死去して公位は爵位停止となった。ジェームズはイニス家を通じて公爵家の祖（初代ロクスバラ伯爵）の女系子孫であったため、1807年にその姓に「カー(Ker)」を加えたほか、爵位と地所の継承を主張した。しかし、この主張には親族から異議が唱えられた。すなわち、エセックス・カー（Essex Ker、第2代ロクスバラ伯爵の女系子孫）、ウォルター・カー陸軍少将（Maj Gen Walter Ker、初代ロクスバラ伯爵の傍系男子）及びウィリアム・ドラモンド（2代伯の兄の男系子孫）らも同様にその継承を求めた。なかでも、カー将軍は4代公の生前の1804年に貴族院から「最も正式な初代伯とその子ハリー・カー卿の男子相続人(the nearest lawful heir-male of Robert, 1st Earl of Roxburghe, and of his son Hon Harry Ker)」との裁定を得ていた。ただし、この形勢は逆転してジェームズに有利に展開することとなる。1809年に入ると、時の大法官エルドン男爵は3日にわたってジェームズが他の請願者よりも後継者として優れている旨の答弁を貴族院で行った。彼は続く1812年3月に家系図を同院に提出、貴族院特権委員会は同年5月にジェームズに公位が帰属する旨の裁定を行った。
ジェームズは裁定に基づいて爵位を継承するとともにフロアズ城と10万ポンドの財産を相続した。公位の請願には莫大な費用が掛かっていたため、公爵は直ちに第3代ロクスバラ公爵の私設図書館を売却した。また親族との和解にも動き、かつて公位を争った親族にも便宜を図っている。
1823年にフロアズ城で死去、カー一族の墓所のあるボーデン村に埋葬された。息子ジェームズが爵位を継承した。

## 家族
1769年4月19日にメアリー・レイ（Mary Wray、1729年3月24日 - 1807年7月20日、第12代準男爵サー・ジョン・レイの娘）と結婚したが、夫妻に子はなかった。
メアリーの死の直後の1807年7月28日にハリエット・チャールウッド（Harriet Charlewood、1777年 - 1855年1月19日、ウォルター・オライリー陸軍中佐の娘）と再婚した。
- ジェームズ・ヘンリー・ロバート（1816年7月12日 - 1879年4月23日）- 第6代ロクスバラ公爵

### 註釈
1. ↑  初代伯の長男ハリー・カー卿の長女マーガレットの直系曾孫にあたる。